# Luca Lewis
Luca Robert Lewis (* 22. Februar 2001 in New York City, New York) ist ein US-amerikanisch-italienischer Fußballspieler auf der Position eines Torwarts.

## Vereinskarriere

### Karrierebeginn in Italien und den USA
Luca Lewis wurde am 22. Februar 2001 in New York City geboren und zog, als er etwa ein Monat alt war, mit seiner Familie nach Italien, wo er mit seiner Familie in den nächsten zehn Jahren lebte. Hier wuchs er vorrangig mit Italienisch auf und trat ab frühester Kindheit als Fußballspieler in den Jugendabteilungen diverser lokaler Fußballvereine in Erscheinung. Als Zehnjähriger kehrte er mit seiner Familie wieder in die Vereinigten Staaten zurück und war hier weiterhin in verschiedenen Nachwuchsausbildungsvereinen und -programmen (u. a. dem Italian Soccer Training Exchange Program (ISTEP) auf Long Island) aktiv, ehe er im Jahre 2015 ein Vollstipendium an der IMG Academy in Bradenton, Florida, erhielt. An dieser kam er ab der Saison 2015/16 in der U-13-/U-14-Mannschaft zum Einsatz, für die er es in dieser Spielzeit auf 20 Einsätze, davon zwölf in der Startformation, kam. Danach war er auch noch in zwei Play-off-Spiele für diese Mannschaft aktiv. Darüber hinaus absolvierte er in dieser Saison auch ein offizielles Meisterschaftsspiel für die U-15-/U-16-Mannschaft der im Süden von Bradenton gelegenen Akademie. Für diese war er ab der nachfolgenden Saison 2016/17 regelmäßig im Einsatz und kam dabei auf zwölf Meisterschaftseinsätze. Er stand auch im Kader der U-17-/U-18-Mannschaft, für die er allerdings kein offizielles Spiel absolvierte.

### Wechsel nach Turin und Rückkehr in die USA
Als er fand, dass der richtige Zeitpunkt für den Schritt in den Profifußball gekommen war, wechselte er im Jahr 2017 in die Nachwuchsabteilung des FC Turin, in der Absicht über diesen im Profifußball Fuß zu fassen. Davor hatte er auch bereits bei anderen europäischen Profiklubs Probetrainings absolviert. In Turin durchlief Lewis die Spielklassen U-17, U-18 und U-19 (Primavera). In der Saison 2017/18 trat er für die U-17-Mannschaft in der Campionato nazionale U-17 in Erscheinung, wobei er zwölf Spiele in der regulären Spielzeit, sowie ein Spiel in der saisonabschließenden Finalrunde absolvierte. Mit der Mannschaft schied er im Halbfinale mit 1:2 gegen die Alterskollegen der AS Rom aus. In der nachfolgenden Saison 2018/19 kam er ebenfalls zu regelmäßigen Einsätzen in den Jugendmannschaften des Klubs und war spätestens ab der darauffolgenden Saison 2019/20 ein Stammspieler in der Primavera-Mannschaft des Vereins. Anfangs hinter dem gleichaltrigen Luca Trombini noch auf der Ersatzbank schaffte Lewis Anfang November 2019 den Wandel von der Nummer 2 zur Nummer 1 im Tor der Granatroten. Marco Sesia, unter dem Lewis auch in der U-17 gespielt hatte, setzte ihn bis zum Abbruch der Meisterschaft aufgrund der COVID-19-Pandemie im Februar 2020 in allen weiteren bis dahin bestrittenen 14 Meisterschaftsspielen ein. Zum Zeitpunkt des Saisonabbruchs rangierte er mit den Turinern auf dem 13. Tabellenplatz und damit nur knapp von einem Abstiegsplatz entfernt. In dieser Saison hatte er auch damit begonnen, mit der in der Serie A antretenden Profimannschaft mitzutrainieren.
Da aufgrund der sich zu dieser Zeit rasant ausbreitenden COVID-19-Pandemie in Italien vom italienischen Fußballverband der Ligabetrieb der Primavera abgebrochen worden war und Lewis sich ohne Perspektiven sah, entschied sich der Torhüter dafür, zu seiner Familie nach New York zurückzukehren, ehe sich die angespannte Situation in Italien lockern würde. Während dieser Zeit kam er in Kontakt mit dem Major-League-Soccer-Franchise New York Red Bulls und wurde dort von Kevin Thelwell, dem Head of Sport der New York Red Bulls, überzeugt in die Vereinigten Staaten zu wechseln, wo ihm Thelwell Profieinsätze in Aussicht gestellt hatte. Am 22. September 2020 gab das Franchise die Verpflichtung des 19-Jährigen bekannt. Nur drei Tage später wurde Lewis, der zu der Zeit bereits seit sieben Monaten nicht mehr trainiert hatte, von John Wolyniec beim 5:4-Sieg über Philadelphia Union II über die vollen 90 Spielminuten eingesetzt. Danach absolvierte er auch noch die nächsten beiden Meisterschaftsspiele gegen den North Carolina FC und Hartford Athletic, nach denen auch die reguläre Spielzeit endete und die Play-offs starteten. In diesen waren die NYRB II jedoch aufgrund eines dritten Platzes in der Gruppe F und eines 14. Platzes in der Gesamttabelle der Eastern Conference nicht vertreten.
2022 wechselte er in die italienische Seria C und wurde von Cesena an Ligakonkurrenten Pentedera verliehen.

### Sprung in die Major League Soccer
Am 11. Dezember 2020 wurde Lewis’ Sprung in die erste Mannschaft mit Spielbetrieb in der Major League Soccer, der höchsten nordamerikanischen Fußballliga, bekanntgegeben. Dort wird er unter Trainer Gerhard Struber neben David Jensen und Ryan Meara einer von drei Torhütern im erweiterten Kader sein.

## Nationalmannschaftskarriere
Im Januar 2020 erhielt Lewis seine erste Einberufung in die zu dieser Zeit von Anthony Hudson trainierte U-20-Nationalmannschaft der Vereinigten Staaten. Da er von Turin jedoch keine Spielfreigabe erhielt, konnte er nicht am Trainingscamps des U-20-Nationalteams teilnehmen. Wenige Wochen später erfolgte die nächste Einberufung in den U-20-Kader; die Mannschaft sollte im März eine Reihe von Freundschaftsspielen absolvieren. Dies wurde allerdings durch die COVID-19-Pandemie und die daraus folgende Absage der Spiele zunichtegemacht.